# Scatterbrain
Scatterbrain var et dansk elektro-synth band dannet af Jesper Siberg, Jens Mose, Hilmer Hassig og Morten Torp i 1980 under navnet "Scarlett Scatterbrain and his Scooters". Scatterbrain er blevet kaldt "Danmarks første elektrorockband". Bandet spillede bl.a. til generationsmanifestationen NÅ!!80 i Huset i Magstræde den 11. oktober 1980.
Udgav de to albums "Keep Dancing" (1981) og "Mountains Go Rhythmic" (1984) på pladeselskabet Irmgardz.
Scatterbrain blev opløst i 1985.

## Eksterne links
- Scatterbrain på Myspace
- Scatterbrain website